# Histillesån
Histillesån is een van de (relatief) kleine riviertjes die de Zweedse provincie Gotlands län rijk is. Het riviertje verzorgt de afwatering van moerassen, die midden op het eiland liggen in de omgeving van Kräklingbo. Het verzorgt ook de afwatering Smiss myr, een moeras dat door uitgraving veranderd is in een meer. De snoek is de grote vis van de Histillesån. Het riviertje is genoemd naar de afgelegen boerderij Histilles.